# Kleiner Butterberg
Kleiner Butterberg – wzgórze we Frankfurcie nad Odrą, w dzielnicy Booßen, nieopodal drogi krajowej B112 (po jej wschodniej stronie); jego wysokość wynosi 87,9 m.